# Banque cantonale du Valais
El Banco Cantonal de Valais (en francés: Banque Cantonale du Valais; en alemán: Walliser Kantonalbank) es el banco cantonal del cantón suizo de Valais. Es parte de los 24 bancos cantonales que sirven a los 26 cantones de Suiza. Fundado en 1916, en 2014 el banco tenía 57 sucursales a lo largo de toda Suiza con 445 empleados; los activos totales del banco eran de 13.178,04 mln CHF. Su préstamos están en su totalidad garantizados por el estado.